# チコ・マルクス
レナード・ジョセフ・"チコ"・マルクス（Leonard Joseph "Chico" Marx、1887年3月22日 - 1961年10月11日）は、アメリカのコメディアン、俳優、音楽家。「マルクス兄弟」の長男として、舞台・映画に出演した。

## 来歴
1887年3月22日にニューヨークのマンハッタンで、ユダヤ系移民の家庭に生まれる。貧しい家庭のために幼い頃から働きつつ、母ミニーのもとで芸能の訓練を積んでいった。1910年代以降、ハーポ、グルーチョ、ガンモ、ゼッポの4人の弟と共にヴォードヴィルの舞台に立ち、アメリカ各地で公演を行った。「チコ」という芸名は、「チキン（"女性"のスラング）を追いかけ回す奴」に由来している。
ブロードウェイでの成功ののち、ハーポ、グルーチョ、ゼッポと共にパラマウントと契約、映画に出演する。ヴォードヴィル時代から、チコは自身のキャラクターとして、イタリア人的な特徴を取り入れ、イタリア訛りのステレオタイプ的な人格を演じていた。映画内でのチコのキャラクターは、学はないが魅力的な詐欺師であることが多く、基本的にハーポのキャラクターと相棒の関係を築いていた。衣装としては、古ぼけた服と、チロル帽で個性を出していた。
また、チコはピアニストとしての才能が卓越しており、幼い頃からピアニストとしての収入を得ていた。映画でもチコのピアノ演奏は定番となり、ほとんどの作品でチコの演奏シーンが用意されている。指を銃に見立てて鍵盤を「撃つ」ように演奏するなど、独特の指使いで知られている。
ヴォードヴィル時代から兄弟のマネージャーをしていた母ミニーの死後、チコは代わってグループのマネージメントを担当していた。パラマウントとの契約満了後にMGMと契約することを可能にしたのは、敏腕プロデューサーのアーヴィング・タルバーグとチコの間につながりがあったことである。
また、チコは生涯、ギャンブルの悪癖を抱えていた。彼はギャンブル依存により常に多額の借金を抱えた状態にあり、1946年の映画『マルクス捕物帖』は、その借金返済に充てるために制作されたものだった。
1949年に映画界から退いたのちは、ビッグバンドを率いたり、ときおりテレビに出演したりしていた。1961年10月11日、ハリウッドの自宅で動脈硬化で死去した。

## 主な出演作品
- ココナッツ The Cocoanuts（1929年）
- けだもの組合 Animal Crackers（1930年）
- いんちき商売 Monkey Business（1931年）
- 御冗談でショ Horse Feathers（1932年）
- 我輩はカモである Duck Soup（1933年）
- オペラは踊る A Night at the Opera（1935年）
- マルクス一番乗り A Day at the Races（1937年）
- ルーム・サーヴィス Room Service（1938年）
- マルクス兄弟珍サーカス At the Circus（1939年）
- マルクスの二挺拳銃 Go West（1940年）
- マルクス兄弟デパート騒動 The Big Store（1941年）
- マルクス捕物帖 A Night In Casablanca（1946年）
- ラヴ・ハッピー Love Happy（1949年）